# Denis Jerome
 (mars 2018).
Denis Jerome, né le 28 février 1939 à Paris, est un physicien expérimentateur français dans le domaine de la matière condensée, qui a contribué à la découverte de la supraconductivité dans la matière conductrice organique.

## Carrière
Il est né le 28 février 1939 à Paris.
Il étudie à la Sorbonne, où il obtient sa licence en sciences en 1960, puis le diplôme d'études approfondies en physique des solides. En 1965, il obtient son doctorat en sciences sous la supervision du professeur Anatole Abragam à l'Université de Paris.
De 1965 à 1966, il travaille comme post-doc à l'université de Californie à San Diego, dans le laboratoire du professeur Walter Kohn, prix Nobel de Chimie 1998 où il mène des travaux en collaboration avec le professeur T. M. Rice. Puis, il continue ses recherches post-doctorales à l'Université Harvard jusqu'en mars 1967.
En octobre 1962, il entre au Centre national de recherche scientifique (CNRS) en tant que stagiaire de recherche. Il devient successivement maître de recherche en 1970, directeur de recherche en 1980, et directeur de recherche émérite du CNRS en 2004.
Il forme en 1967, « le groupe d'étude des propriétés électroniques des métaux et alliages sous très haute pression hydrostatique et basse température » à l'université Paris-Sud à la demande des professeurs Jacques Friedel et André Guinier.
Il est un spécialiste de la physique des électrons de basse dimensionalité et de la transition métal-isolant, dite transition de Nevill Mott avec une thèse de Doctorat d'Etat en Octobre 1965 à Université Paris-Sud, Orsay (Contribution à l'étude par résonance magnétique des propriétés à basse température du silicium fortement dopé au phosphore).
Sa contribution majeure à la connaissance scientifique est la découverte, en 1980 en coopération avec le professeur Klaus Bechgaard, du phénomène de supraconductivité dans le solide organique avec la mise en évidence de supraconduction à 0.9K sous une pression de 12 kbar dans le sel de Bechgaard (TMTSF)2PF6.
Il a aussi contribué à l'étude des conducteurs de basse dimensionalité, organiques ou inorganiques, grâce à diverses mesures de propriétés électroniques sous haute pression. Il a publié plus de 380 articles scientifiques dans les revues internationales et plusieurs articles de revues et chapitres de livres. Le développement historique du domaine des conducteurs et supra conducteurs de basse dimensionalité  fait partie d'une retrospective publiée dans les Comptes Rendus Physique en 2024. 
Tous les travaux scientifiques de Denis Jerome et de son groupe de recherche sont en libre accès sur l'URL, https://cv.hal.science/denis-jerome
Il a été éditeur en chef de plusieurs revues scientifiques internationales dont Journal de Physique Lettres, Journal de Physique, European Physical Journal B et Europhysics Letters.
Dans le cadre de l'Académie des Sciences dont il est membre dans la section de Physique, il a coordonné la rédaction de rapports sur l'évaluation individuelle des chercheurs et des enseignants-chercheurs en  sciences exactes et expérimentales en 2009, sur le bon usage de la bibliométrie en 2011 et sur les nouveaux enjeux de l'édition scientifique en 2014. Il a présidé la section de Physique de l'Académie des Sciences de 2011 à 2015. Il a animé un colloque sur l'interface entre physique et chimie en Février 2013 et sur la physique de la matière condensée au XXIe siècle en Janvier 2016. Fervent partisan de la science ouverte, il a organisé un colloque à l'Académie des Sciences sur ce sujet le 2 Avril 2019, a présidé le groupe de travail science ouverte de l'Académie des Sciences de 2018 à 2022  et est membre du comité pour la science ouverte du ministère de l'enseignement supérieur et de la recherche (MESRI) et du Comité Évaluation et Science Ouverte (CoESO) de l'Académie des Sciences.

## Distinctions

### Prix
- Médaille de bronze du CNRS, 1965
- Lauréat de l'Académie des Sciences (prix Doistau-Blutet), 1980
- Prix Holweck de la Société Française de Physique et de Institute of Physics, 1985
- Prix du Comité du Rayonnement Français, 1990
- Prix Hewlett Packard Europhysics de la Société Européenne de Physique 1991, avec Klaus Bechgaard pour la découverte  de la supraconduction organique
- Kelvin Lecturer, Society of Electrical Engineers à Londres, 1984
- Regent's Professor, Université de Californie, Los Angeles, novembre 1992

### Membre de sociétés savantes
- Société française de physique
- Société européenne de physique, Fellow of the European Physical Society
- Membre de l'Académie des Sciences depuis 2005[5]

### Doctorats Honoris Causa et distinctions
- Docteur Honoris Causa de l’Université de Sherbrooke et Conférencier Walter Kohn, Canada, juin 2005
- Docteur Honoris Causa de l’Université de Stuttgart, Allemagne, novembre 2005
- Fellow of the European Physical Society, Octobre 2008

### Décorations
- Officier de l'ordre national du Mérite, novembre 2008
- Chevalier de la Légion d'honneur, juillet 2016

## Famille
Denis Jerome est le petit-fils de l'architecte Lucien Bechmann qui a construit une partie de la Cité Universitaire à Paris et l'arrière-petit-fils du Polytechnicien et ingénieur des Ponts et Chaussées Georges Bechmann qui a contribué à la construction de la ligne de métro Nord-Sud à Paris et à la construction du réseau d'assainissement de la ville de Paris.

## Publications
- Jean- François Bach et Denis Jérome, Les nouveaux enjeux de l'édition scientifique, Institut de France, coll. « Rapports de l'Académie des Sciences », 2014, 56 p. (lire en ligne)
- Jean-François Bach et Denis Jérome, Du bon usage de la bibliométrie pour l'évaluation individuelle des chercheurs, Institut de France, coll. « Rapport de l'Académie des Sciences », 2011, 70 p. (lire en ligne)
- D. Jérome et H. J. Schulz: Organic conductors and superconductors, Advances in Physics, 51, 293-479, 2002.
- (en) D. Jérome, A. Mazaud, M. Ribault et K. Bechgaard, « Superconductivity in a synthetic organic conductor TMTSF2PF6 », Journal de Physique Lettres, vol. 41, no 4,‎ 1980, p. 95-98 (lire en ligne).
- D. Jerome et C. Bourbonnais, Quasi one-dimensional organic conductors: from Froehlich conductivity and Peierls insulating state to magnetically-mediated superconductivity, a retrospective, Comptes Rendus Physique, 25, 17-178, 2024.